# Ruben Roubinian
Ruben Rubinyan (né le 8 mars 1990) est un homme politique arménien, actuel vice-président de l'Assemblée nationale d'Arménie.

## Biographie
Ruben Rubinyan est diplômé de plusieurs facultés, notamment en relations internationales à l'université d'État d'Erevan, d'un master en études européennes à l'Université Jagellonne de Cracovie et en Politique et Sécurité à l'University College de Londres. Après l'obtention de ses diplômes, il sert deux ans au sein des Forces armées arméniennes.
Le 31 mai 2018, il est nommé ministre délégué aux Affaires étrangères au sein du premier gouvernement Pachinian. 
Il est élu député lors des élections législatives arméniennes de 2018. Il n'est pas reconduit dans ses fonctions au sein du second gouvernement et retrouve son mandat, il est élu le 18 janvier 2019 en tant que président de la commission permanente des relations étrangères de l'Assemblée nationale.
Le 3 août 2021, il est élu vice-président de l'Assemblée nationale d'Arménie.